# Sophie Sumner
Sophie Sumner, född 15 januari 1990 i Oxford, är en brittisk fotomodell. Hon är vinnaren av den artonde säsongen av America's Next Top Model.